# Megaron
Een megaron, Oudgrieks: μέγαρον : megaron, was een langgerekt gebouw, met de deur aan een van de korte zijden, en daarvoor een voorportaal met twee zuilen. Het is typisch voor de Minoïsche beschaving en Myceense bouwkunst, maar kwam ook in Anatolië voor.

## Evolutie

Megaron zonder voorhal.
Megaron met voorhal.
Megaron met voorhal en zuilen.
Oud-Grieks woonhuis.

### Minoïsche megaron

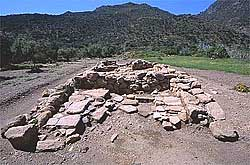
Myceense megaron van Methana.

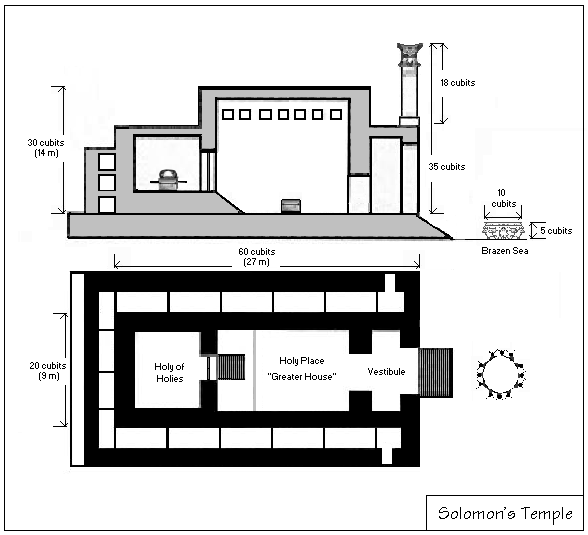
Plattegrond van de tempel van Salomo.

In de Minoïsche beschaving was een megaron een groot gebouw met één verdieping, waarin de architectuur van een paleis werd nagebootst en dat als zetel van een lokale vorst diende.

### Myceense en archaïsch-Griekse megaron
Myceense en archaïsche heiligdommen in de vorm van een langgerekt gebouw, dat in drie ruimtes was onderverdeeld, werden eveneens met megaron aangeduid. Beroemde voorbeelden zijn onder andere op de Peloponnesos te vinden, in Mycene, Tiryns, Pylos en Methana. Sinds de Myceense cultuur bevond zich een centrale haard in deze ruimte, alsook de troon. Deze bouwstijl geldt als de voorloper van de Griekse tempels en de andron. De Tempel van Salomo in Jeruzalem had ook deze drieledige vorm.
Een megaron werd soms ook gebruikt bij het offeren van levende wezens aan chtonische goden, waarbij het offerdier dan in het megaron werd geplaatst, maar daarvoor werd ook een bothros, een daarvoor bedoelde put gebruikt.

## Bekende megara
Een van de bekendste megara is de grote ontvangstzaal van de koning in het paleis van Tiryns. In de hoofdruimte was de troon tegen de rechterwand geplaatst en de centrale haard werd door vier Minoïsch aandoende houten zuilen omgeven, die als steun voor het dak dienden.
Het megaron van Odysseus is ons bekend uit de omschrijving in de Odyssee.